# Metrobus (Fahrzeugtyp)

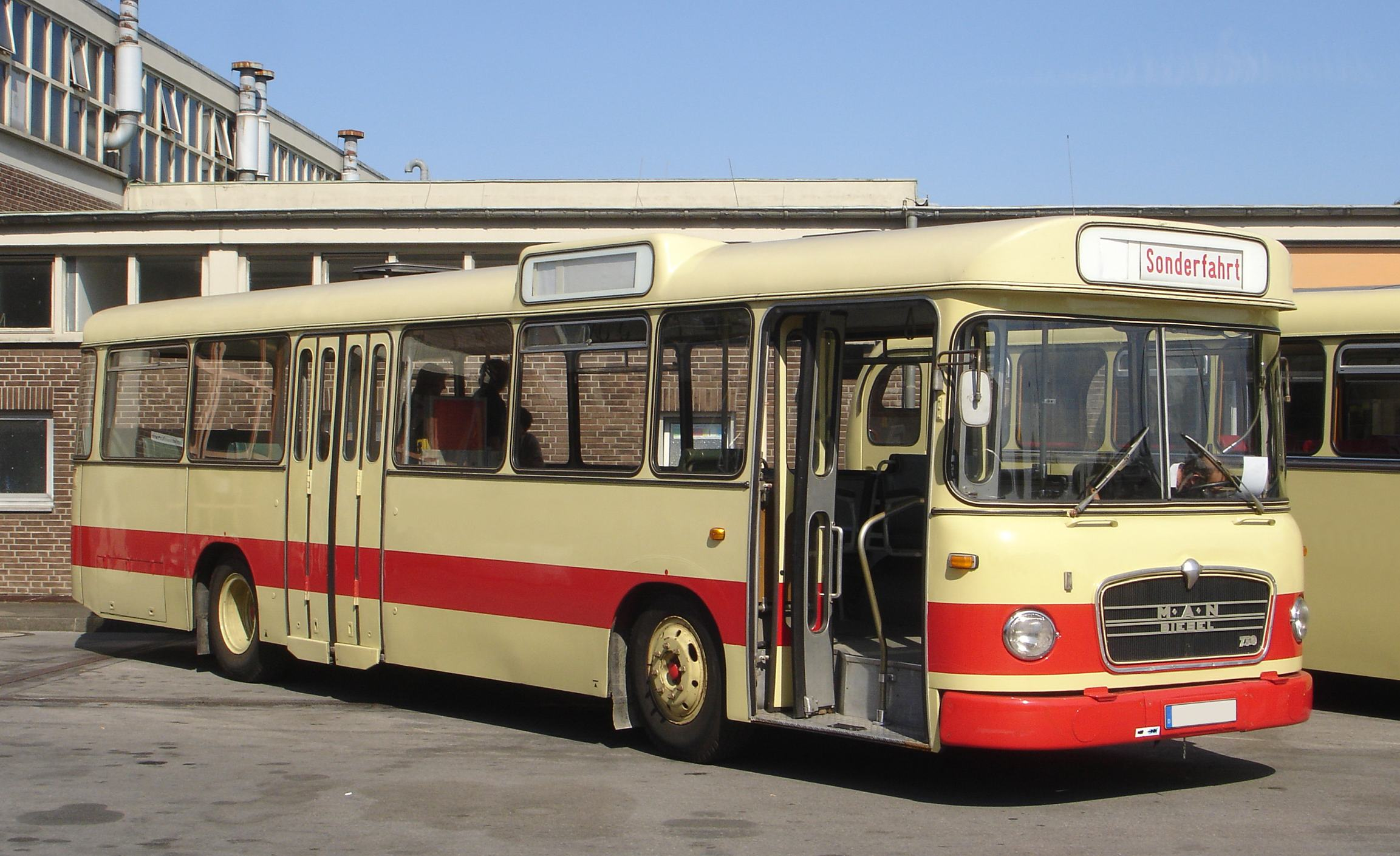
Museumswagen 8921 der Rheinbahn (Baujahr 1969), ein MAN-Metrobus des Typs 750 HO

Der Metrobus ist ein deutscher Omnibustyp, der 1959 von MAN und Krauss-Maffei gemeinsam entwickelt und bis 1973 in insgesamt 4858 Exemplaren produziert wurde. Er gilt als ein Vorläufer des deutschen VÖV-Standard-Linienbusses und war früher besonders in Nordrhein-Westfalen und Bayern weit verbreitet.
Die Bezeichnung Metrobus (abgeleitet von Metropole) gilt dabei im engeren Sinne nur für die Typen 640 HO 1 und 750 HO. Beide Baureihen waren Solobusse für den Stadtverkehr, beide besaßen einen Dieselmotor unterflur im Heck. Sie wird fälschlicherweise aber häufig auch für die optisch ähnlichen Typen 890 UO (Solobus) und 890 UG (Gelenkbus) mit Unterflurmotor zwischen den Achsen (des Vorderwagens) und dadurch höherem Fußboden, außerdem dem 535 HO (Vorort-, Überland- bzw. Reisebus) verwendet.
Nach dem Produktionsende in Deutschland entstanden ab Mitte der 1970er Jahre weitere gleichartige Fahrzeuge als Lizenzbauten in Rumänien (Firma Autobuzul in Bukarest) und Jugoslawien (Firma Ikarbus in Zemun), in Rumänien auch als Oberleitungsbusse.

## Vorgeschichte und Vorläufer
Mitte der 1950er Jahre wurde der deutsche Omnibusmarkt im Wesentlichen von vier Herstellern dominiert, dies waren die Firmen Büssing, Daimler-Benz, Magirus-Deutz und Kässbohrer. Diese Produzenten produzierten jährlich jeweils eine vierstellige Anzahl von Bussen. Die Firmen Krauss-Maffei und MAN spielten hingegen im Busbereich damals nur eine untergeordnete Rolle – so produzierte Krauss-Maffei nur etwa 250 Busse jährlich, MAN sogar nur rund 100. Um sich dennoch auf dem Markt behaupten zu können, schlossen sich die beiden Hersteller zu einem Joint Venture zusammen und produzierten gemeinsam den Omnibustyp KMS 120. Wichtigster Bestandteil dieses Vertrages über die künftige Zusammenarbeit war jedoch die geplante Neuentwicklung eines Stadtbusses, dieser sollte unter der Markenbezeichnung „Metrobus“ vertrieben werden.

## Typ 640 HO 1

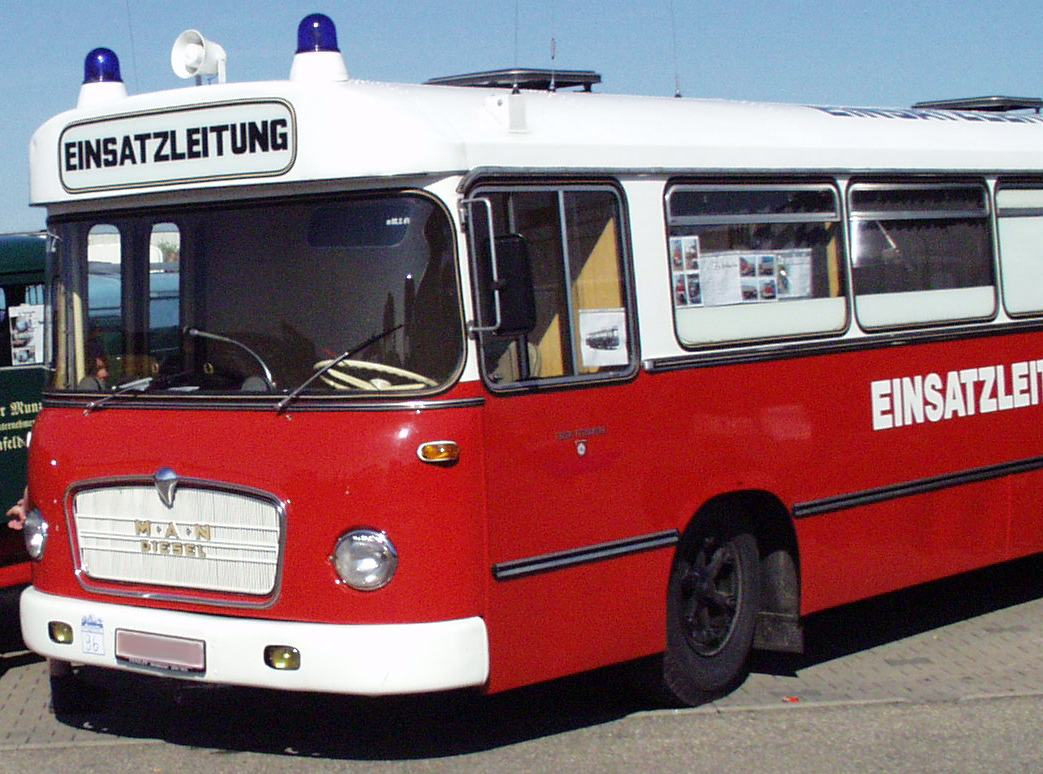
Dieser Metrobus des Typs 640 HO 1 ist der ehemalige Wagen 369 der Stadtwerke München. Er wurde zu einem Einsatzleitwagen der Freiwilligen Feuerwehr Rosenheim umgebaut und befand sich als solcher bis 2003 im Einsatz

### Beschreibung
Der Typ 640 HO 1 gilt als „Ur-Metrobus“ und wurde im September 1959 auf der Internationalen Automobil-Ausstellung in Frankfurt am Main erstmals der Öffentlichkeit vorgestellt. Das Fahrzeug wurde gemeinsam von MAN und Krauss-Maffei entwickelt. An der Entwicklung war auch die Hamburger Hochbahn durch bestimmte Vorgaben (Heckmotor, große Fahrtzielanzeige auf drei Seiten, hochgezogene Auspuffanlage) beteiligt, letztlich kam es aber nicht zu einem Lieferauftrag – den bekam Magirus-Deutz mit dem Typ Saturn II (Bauart Hamburg). Der Metrobus galt seinerzeit als ein moderner, den damaligen Anforderungen angepasster Stadtlinienbus. Neuartig war dabei insbesondere die sogenannte Verbundbauweise, bei der Fahrgestell und Fahrzeugaufbau eine Einheit bildeten. Zuvor wurden Busse in der Regel auf konventionellen Lkw-Fahrgestellen aufgebaut. Ferner war der Metrobus der erste MAN-Bus mit einem Heckmotor anstatt dem bisher üblichen Frontmotor („Schnauzenbus“) oder Unterflurmotor zwischen den Achsen. Die Typenbezeichnung setzt sich wie folgt zusammen:
- 640 HO 1 = 6 Tonnen Nutzlast
- 640 HO 1 = ungefähre Motorleistung (Mittelwert zwischen den Varianten mit 135 PS bzw. 150 PS)
- 640 HO 1 = Heckmotor-Omnibus
- 640 HO 1 = 10 Meter lang

### Produktion
Die Produktion erfolgte wiederum als Joint Venture (wie zuvor bereits beim Vorläufertyp KMS 120 erfolgreich erprobt), Fahrgestell und Dieselmotor stammten von MAN, die Karosserie fertigte Krauss-Maffei. Vom Typ 640 HO 1 wurden insgesamt 247 Fahrzeuge gebaut, die Serie wurde wie folgt produziert:
| Baujahr | 1959         | 1960 | 1961 | 1962 |
| ------- | ------------ | ---- | ---- | ---- |
| Anzahl  | 1 (Prototyp) | 26   | 192  | 28   |

### Einsatzbetriebe
| Stadt             | Verkehrsbetrieb                             | Anzahl | Nummern   | Bemerkungen                                                                 |
| ----------------- | ------------------------------------------- | ------ | --------- | --------------------------------------------------------------------------- |
| Hamburg           | Hamburger Hochbahn (HHA)                    | 1      | 6897      | Baumuster mit 135 PS (die HHA war an der Entwicklung dieses Typs beteiligt) |
| München           | Stadtwerke München                          | 66     | 351–416   |                                                                             |
| Dortmund          | Dortmunder Stadtwerke                       | 56     | 1301–1356 |                                                                             |
| Frankfurt am Main | Städtische Straßenbahn Frankfurt            | 20     | 121–140   |                                                                             |
| Fulda             | Überlandwerk Fulda (ÜWAG)                   | 1      | 28        |                                                                             |
| Saarbrücken       | Gesellschaft für Straßenbahnen im Saartal   | 30     | 630–659   | ZF 3-Gang-Halbautomatik-Schaltung                                           |
| Koblenz           | Koblenzer Elektrizitätswerk und Verkehrs-AG | 17     | 21–37     |                                                                             |

### Erhaltene Fahrzeuge
- Omnibus-Club München e.V., ehemaliger Wagen 366 der Stadtwerke München (bis 1990 bei der Bereitschaftspolizei München)
- Privatbesitz, ehemaliger Wagen 369 der Stadtwerke München (bis 2003 Einsatzleitwagen der Freiwilligen Feuerwehr Rosenheim)

## Typ 750 HO

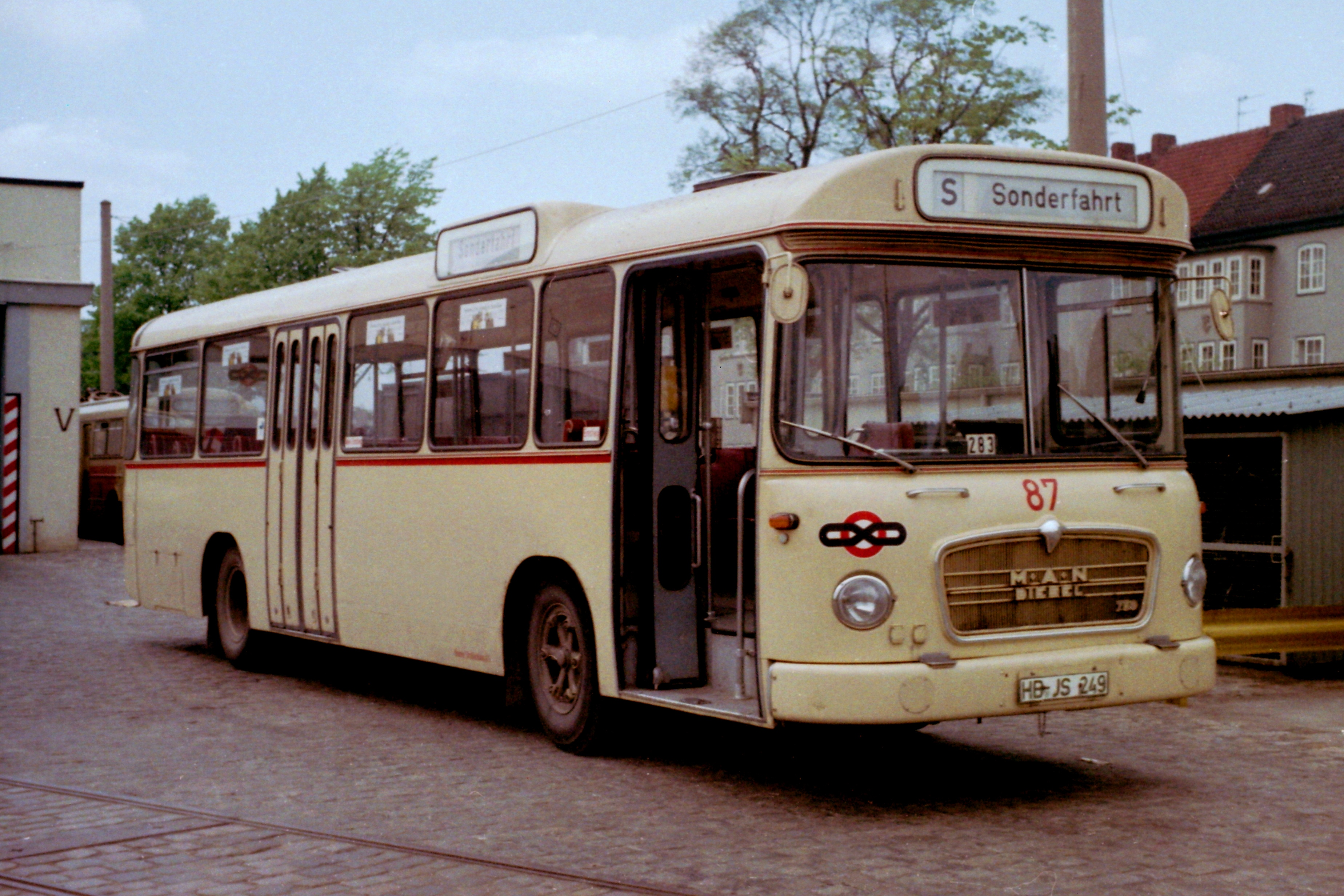
Wagen 87 der Bremer Straßenbahn AG

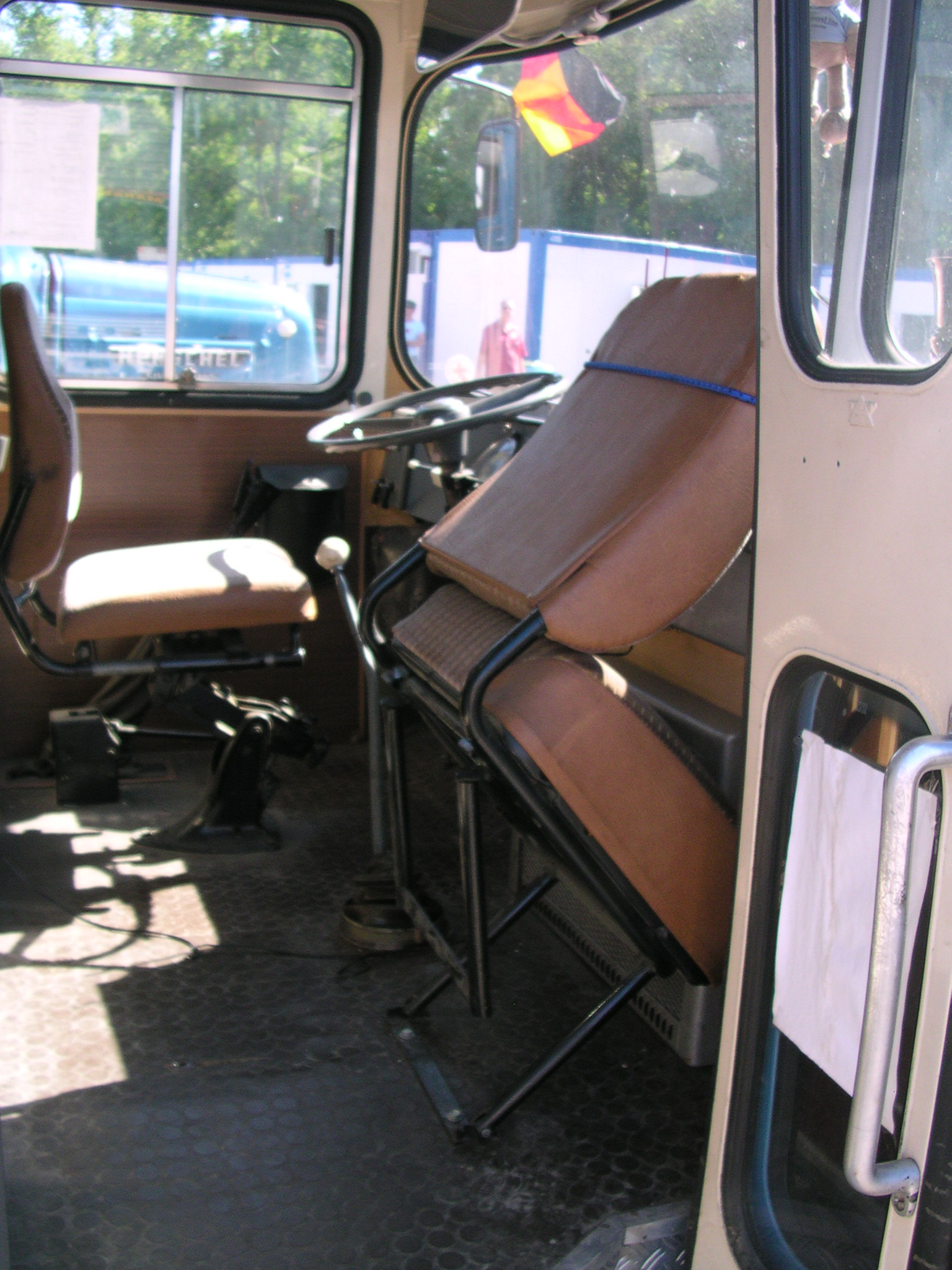
Blick durch die Vordertür des 750 HO-M 11 von Zelte Walter

### Beschreibung
Nur drei Jahre nach der Vorstellung des ersten Metrobusses wurde der Typ 640 HO 1 zum Typ 750 HO weiterentwickelt, dieser Modellwechsel fand 1962 statt. Die Busse der 750er Reihe waren bereits luftgefedert und hatten vorne eine Einzelradaufhängung. Der 150-PS-Dieselmotor war unterflur im Heck des Fahrzeuges untergebracht. Die Typenbezeichnung 750 HO bedeutete:
- 750 HO = ca. 7 Tonnen Nutzlast;
- 750 HO = 150 PS
- 750 HO = Heckmotor-Omnibus

Allerdings war Krauss-Maffei nur zu Beginn an der Produktion des neuen Typs beteiligt (an den ersten 343 Exemplaren) und stieg schließlich 1963 wegen Differenzen mit dem Partner MAN aus dem Metrobus-Projekt aus. 1965 zog sich diese Firma dann sogar ganz aus dem Omnibusbau zurück. MAN fertigte den Metrobus daraufhin ab 1963 komplett selbst und entwickelte ihn nach dem Ende der Kooperation in Eigenregie weiter. So wurden z. B. ab 1965 auch stärkere Motorvarianten mit 160 PS oder sogar 192 PS angeboten.
Darüber hinaus entwickelte MAN noch weitere Varianten die vom 750 HO abgeleitet wurden, darunter Stadtbusse mit Unterflurmotor zwischen den Achsen, Gelenkbusse, Vorortbusse, Überlandbusse und Reisebusse. Diese verwandten Baureihen werden jedoch nicht zu den Metrobussen im engeren Sinne gezählt und wurden zudem im Vergleich zur Hauptbaureihe 750 HO auch nur in vergleichsweise geringen Stückzahlen produziert. Auf Basis des 11-m-Reisebusses wurde auch ein Schlafbus präsentiert, es handelte sich dabei um das erste Schlafbus-Baumuster Westeuropas. Zur besseren Abgrenzung von diesen verwandten Bauarten wurde die Typenbezeichnung des Standardtyps um den Buchstaben M (für Metrobus) ergänzt, aus dem 750 HO wurde so der 750 HO-M. Ebenfalls der Typenbezeichnung zu entnehmen war die Fahrzeuglänge, im Gegensatz zur Vorgängerbaureihe 640 HO 1 wurde der Typ 750 HO-M in drei verschiedenen Längen angeboten:
- 750 HO-M 10 (10 Meter lang)
- 750 HO-M 11 (11 Meter lang)
- 750 HO-M 12 (12 Meter lang)

Des Weiteren wurden die Versionen mit doppeltbreitem Vordereinstieg (vierteilige Falttür) und dadurch längerem vorderen Überhang und kürzerem Radstand zusätzlich mit einem „A“ in der Typenbezeichnung gekennzeichnet (z. B. 750 HO-M 11 A).

### Produktion
Die 4631 Busse des Typs 750 HO wurden wie folgt produziert, ein Bus fehlt jedoch in dieser Aufstellung:
| Baujahr | 1962 | 1963 | 1964 | 1965 | 1966 | 1967 | 1968 | 1969 | 1970 | 1971 | 1972 | 1973  | 1974 |
| ------- | ---- | ---- | ---- | ---- | ---- | ---- | ---- | ---- | ---- | ---- | ---- | ----- | ---- |
| Anzahl  | 230  | 278  | 294  | 319  | 316  | 417  | 582  | 552  | 862  | 746  | 29   | keine | 5    |

Der innovative und erfolgreiche Bustyp 750 HO-M – zeitweise gab es sogar Kapazitätsengpässe bei der Herstellung – wurde dann schließlich ab 1970 von dem nach VÖV-Lastenheft konstruierten MAN 750 HO-SL abgelöst (später als bei den konkurrierenden Herstellern, die bereits ab 1968 VÖV-Standard-Linienbusse produzierten). Mit dieser Umstellung endete auch die Herstellung der 10- und 12-Meter-Varianten, die 11-Meter-Variante wurde jedoch noch drei weitere Jahre produziert, bevor schließlich 1973 die endgültige Einstellung der Metrobus-Produktion erfolgte, die letzten Fahrzeuge wurden 1974 an die Kunden ausgeliefert. Insgesamt wurden vom Typ 750 HO bzw. 750 HO-M 4631 Fahrzeuge produziert, davon 343 unter Beteiligung von Krauss-Maffei und 4288 von MAN allein.

### Einsatzbetriebe
| Stadt                 | Verkehrsbetrieb                                     | Anzahl  | Nummern | Bemerkungen |
| --------------------- | --------------------------------------------------- | ------- | --- | --- |
| München               | Stadtwerke München                                  | 292     | 4351–4380 u.a. | |
| Bochum/Gelsenkirchen  | Bogestra                                            | 74      | 300–303, 331–400 | mit dritter, zusätzlicher Tür direkt hinter der Vorderachse. Einige Exemplare später an HCR Herne (dort Nr. 91–98) und KVG Braunschweig (dort u. a. Nr. 6825, 6828, 6829)                    |
| Fulda                 | Überlandwerk Fulda                                  | 24      | 7, 8, 10, 11, 13, 15, 18–20, 23, 24, 31–34, 36–40, 42–47                                                                     | 34 in Reiseausführung (750 HO-V11 ?) |
| Dortmund              | Dortmunder Stadtwerke                               | 20      | 1401–1420 | |
| Düsseldorf            | Rheinbahn                                           | 125     | 8601–8650, 8701–8775 | |
| Koblenz               | Koblenzer Elektrizitätswerk und Verkehrs-AG (KEVAG) | 82      | 38–55, 56–119 | 38–55 MAN 750 HO M 10, 56–119 MAN 750 HO M 11, zusätzlich ein Elektrobus 750 HO M10 E mit einachsigem Batterieanhänger (Elektrobus in den 82 nicht enthalten)                                |
| Neuwied               | damalige VRW, spätere SWN                           | 45      | 1–45 | 1–7 mit 135 PS Schaltgetriebe, 8–45 mit 150 PS Schaltgetriebe, Wagen 46–49 wurden gebraucht erworben und hatten Automatikgetriebe                                                            |
| Recklinghausen        | Vestische Straßenbahnen                             |         | | |
| Pforzheim             | Stadtverkehr Pforzheim (SVP)                        |         | 29 u. a. | |
| Augsburg              | Stadtwerke Augsburg                                 | 24      | 105–128 | |
| Siegen                | Verkehrsbetriebe Westfalen-Süd                      |         | 101, 122, 140, 158–160, 165, 373 u.a.                                                                                        | versch. Typen (750HO-M11A, -M12, -M12A) |
| Herne/Castrop-Rauxel  | Straßenbahn Herne–Castrop-Rauxel                    |         | 11–34, 59, 61–69, 81–100 | |
| Frankfurt am Main     | Stadtwerke Verkehrsgesellschaft Frankfurt am Main   | 30      | 141-170 | |
| Offenbach am Main     | Offenbacher Verkehrs-Betriebe                       |         | 12–14, 17–22, 24 | |
| Wiesbaden             | ESWE                                                |         | 59, 64–66, 201–247 u.a. | |
| Remscheid             | Verkehrsbetriebe Remscheid                          | 51      | 1–51 | |
| Hannover              | üstra                                               | 53      | 364–389, 396–422 | abweichende Front mit schräg gestellter Windschutzscheibe |
| Hanau                 | Hanauer Straßenbahn                                 | 22      | 48–54, 57–61, 63–72 | |
| Hamm                  | Stadtwerke Hamm                                     |         | | |
| Osnabrück             | Stadtwerke Osnabrück                                | 31      | 150, 157, 166–169 u.a. | |
| Wilhelmshaven         | Stadtwerke-Verkehrsgesellschaft Wilhelmshaven       | min. 10 | 7 u.a. | |
| Wuppertal             |                                                     | 1       | 1002 | s. auch unten (Verwandte Baureihen)! |
| Lüdenscheid           | Kraftverkehr Mark-Sauerland GmbH                    | 44      | 10–36, 74–90 | abweichende Front mit schräg gestellter Windschutzscheibe, Nummern 78–81 in der 750 HO-M 10 A 10,5-m-Ausführung                                                                              |
| Erlangen              | Erlanger Stadtwerke (ESTW)                          |         | 743 u.a. | |
| Mülheim an der Ruhr   |                                                     | 30      | 37–66 | |
| Oberhausen            |                                                     | 6       | 148–150, 193–195 | |
| Bremen                | Bremer Straßenbahn AG                               | 59      | 111–159 | |
| Bremerhaven           | Verkehrsgesellschaft Bremerhaven (VGB)              | 18      | 78–89, 91–96 | |
| Cuxhaven              |                                                     |         | | |
| Kassel                | Kasseler Verkehrs-Gesellschaft                      | 19      | 60–78 | Türfolge 4-0-4 |
| Mönchengladbach       | Stadtwerke Mönchengladbach                          | 12      | 128–134, 207–209, 326, 327                                                                                                   | 326, 327 für Überlandverkehr; zweimalige Umnummerierung: 7–9 > 207–209 > 257–259 |
| Nürnberg              | VAG Verkehrs-Aktiengesellschaft Nürnberg            | 42      | 701–728, 740–753 | siehe auch Stadtbus Nürnberg |
| Oldenburg             | Oldenburger Vorortbahnen Pekol                      | 52      | 52–60, 176–199, 61–79 | Wagen 52–60 mit schmaler Vordertür |
| Ludwigshafen am Rhein | Verkehrsbetriebe Ludwigshafen am Rhein              | 19      | 570 u.a. | |
| Landshut              | Städtische Verkehrsbetriebe Landshut                | 16      | 42–57 | |
| Regensburg            | Regensburger Verkehrsbetriebe GmbH                  | 44      | 60–103 | |
| Leverkusen            | Stadt Leverkusen                                    | 1       | keine | als Fahrbibliothek |
| Kreis Pinneberg       | Uetersener Eisenbahn                                | 5       | | |
|                       | Brohltal-Eisenbahn-Gesellschaft (BEG)               |         | | |
|                       | Rhein-Haardtbahn GmbH                               |         | | |
| Solingen              | Kraftverkehr Gebr. Wiedenhoff                       |         | 19 | 80–83, 88, 89, 92, 93, 95–98, 106–109, 117–119 |
| Saarbrücken           | Gesellschaft für Straßenbahnen im Saartal           | 131     | 660–790 | alle Typ MAN 750 HO-M10 660–719 mit ZF 3-Gang-Halbautomatikschaltung, 720–779, 781–790 mit ZF 4-Gang-Schaltgetriebe 670a Unfallverlust 1963, ersetzt durch 670b 1963 780 Nummer nie vergeben |
| Neunkirchen (Saar)    | Neunkirchner Straßenbahn AG                         |         | 29, 57, 61, 64, 65, 69, 70 u.a.                                                                                              | |
| Lüneburg              | Omnibusbetrieb Ernst Röhlsberger (später KVG Stade) |         | | |
| Hof                   | Stadtwerke Hof                                      |         | 1, 3, 5, 8, 9, 13–16, 23, 24                                                                                                 | |
| Tübingen              | Omnibus Kocher                                      |         | | |
| Bayreuth              | Stadtwerke Bayreuth                                 |         | | |
| Bahnbus               | Deutsche Bundesbahn                                 | 74      | DB 21-199 bis 21-220, DB 21-300 bis 21-324 u.a. \|\| div. Unterbaureihen (MAN 750HO-M11, 750 HO V11, 750 HO-Ü11, 750 HO-R12) | |

### Erhaltene Fahrzeuge

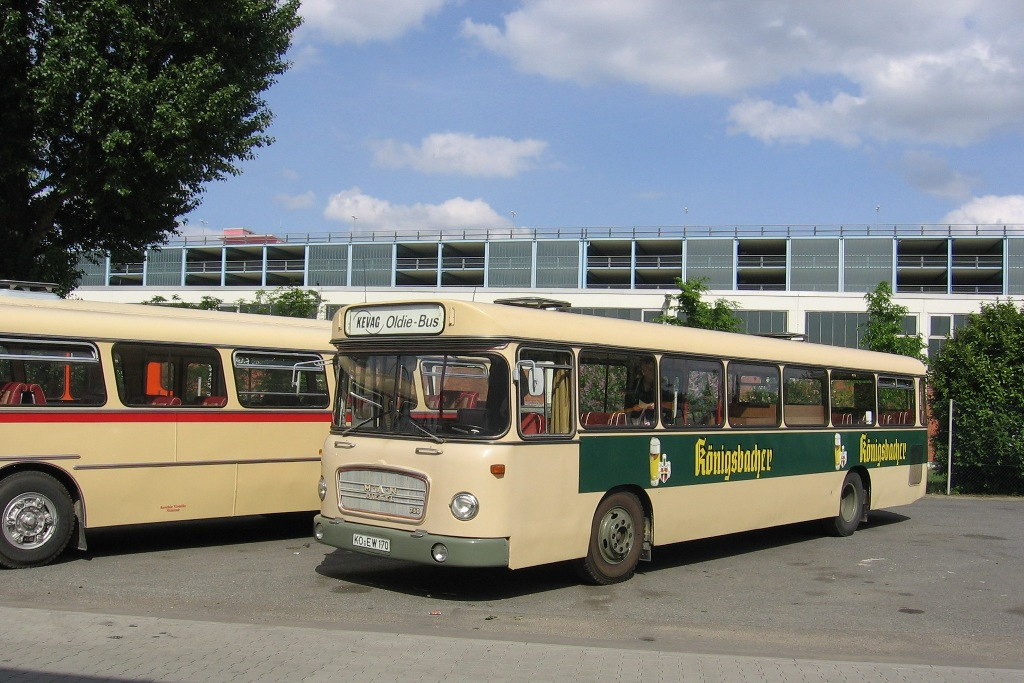
Oldie-Bus der KEVAG

- Museumswagen der Rheinbahn Düsseldorf (Wagen 8921, vorher Rollstuhlbus)
- Mobiles KundenCenter der Rheinbahn Düsseldorf (Wagen 9856, heute als InfoBus verwendet)
- Museumswagen der Stadtwerke München (ehemaliger Wagen 4002)
- Omnibus-Club München e.V. (ehemaliger Wagen 4128 der Stadtwerke München)
- KEVAG-Oldie-Bus in Koblenz (ehemaliger Wagen 102, 35 Sitzplätze, mit Tischen, Theke mit Zapfanlage, Kühlschrank und Hifi-Anlage)
- Museumswagen der Stadtwerke Remscheid AG (Wagen 42, Baujahr 1970)
- ehemaliger Bus der ÜWAG Fulda, später Einsatzleitung der Feuerwehr Fulda, heute im Besitz des Unternehmens Zelte Walter GmbH in Hattenhof
- ehemals Arbeitsgemeinschaft Nahverkehr Dortmund e.V. (heute in der Farbgebung der Stadtwerke Hamm, bei diesem Bus handelt es sich jedoch um den ehemaligen Wagen 4003 der Stadtwerke München, der selbst nie in Hamm lief). Der Bus ist heute im Besitz der Freunde der Augsburger Straßenbahn e.V.
- Berufskraftfahrtschule (BKF) in Neuwied, ehemaliger Wagen 41 der VRW/SWN. Bus ist weiß/blau lackiert und diente als Fahrschul-Fahrzeug. Er hat keine Zulassung mehr, ist innen nicht mehr komplett erhalten.
- Wilhelmshavener Verkehrsgeschichte (ehemals Stadtwerke Wilhelmshaven, Wagen 39, 03.2017 an Regensburger Verkehrsbetriebe)
- ehemals Stadtwerke Landshut, Wagen 50 (heute in Privatbesitz)

## Verwandte Baureihen

### Solobusse mit Unterflurmotor (Typ 890 UO)
Der Typ 890 UO ist dem 750 HO ähnlich, besitzt jedoch im Gegensatz zu diesem einen Unterflurmotor (die Abkürzung UO steht für Unterflur-Omnibus) mit höherem Wagenboden. Anstelle eines Heckmotors war hier eine dritte Tür mit einem Stehperron realisierbar. Aufgrund dieses klassischen Bauprinzips zählt er nicht zu den Metrobussen, er wurde nur in wenigen Exemplaren produziert. Busse dieses Typs waren z. B. in Wuppertal im Einsatz (die fünf dreitürigen Busse der Serie 1095–1099), außerdem in Herne (Nr. 52–56, 58) und Hof (7, 11, 22).

### Gelenkbusse mit Unterflurmotor (Typ 890 UG)
Der Typ 890 UG ist die Gelenkbusvariante des 890 UO, er besitzt auch einen Unterflurmotor (die Abkürzung UG steht für Unterflur-Gelenkbus) und zählt ebenfalls nicht zu den Metrobussen. Die Nachläufer dieses Typs mit gelenkter Achse wurden bei der Firma Göppel Bus in Augsburg gefertigt, der ab 1962 produzierte Typ 890 UG ist also kein reines MAN- bzw. MAN-/Krauss-Maffei-Produkt. Details zu diesem Typ siehe im Hauptartikel MAN 890 UG.

### Vorort-, Überland- und Reisebusse (Typ 535 HO)
Den vom Metrobus abgeleiteten Typ 535 HO gab es in drei verschiedenen Varianten, der Einsatzzweck war anhand der Typenbezeichnung zu erkennen:
- 535 HO-V = Vorortbus (von der Komfortstufe über dem Metrobus angesiedelt)
- 535 HO-Ü = Überlandbus
- 535 HO-R = Reisebus

### Lizenzbauten in Rumänien

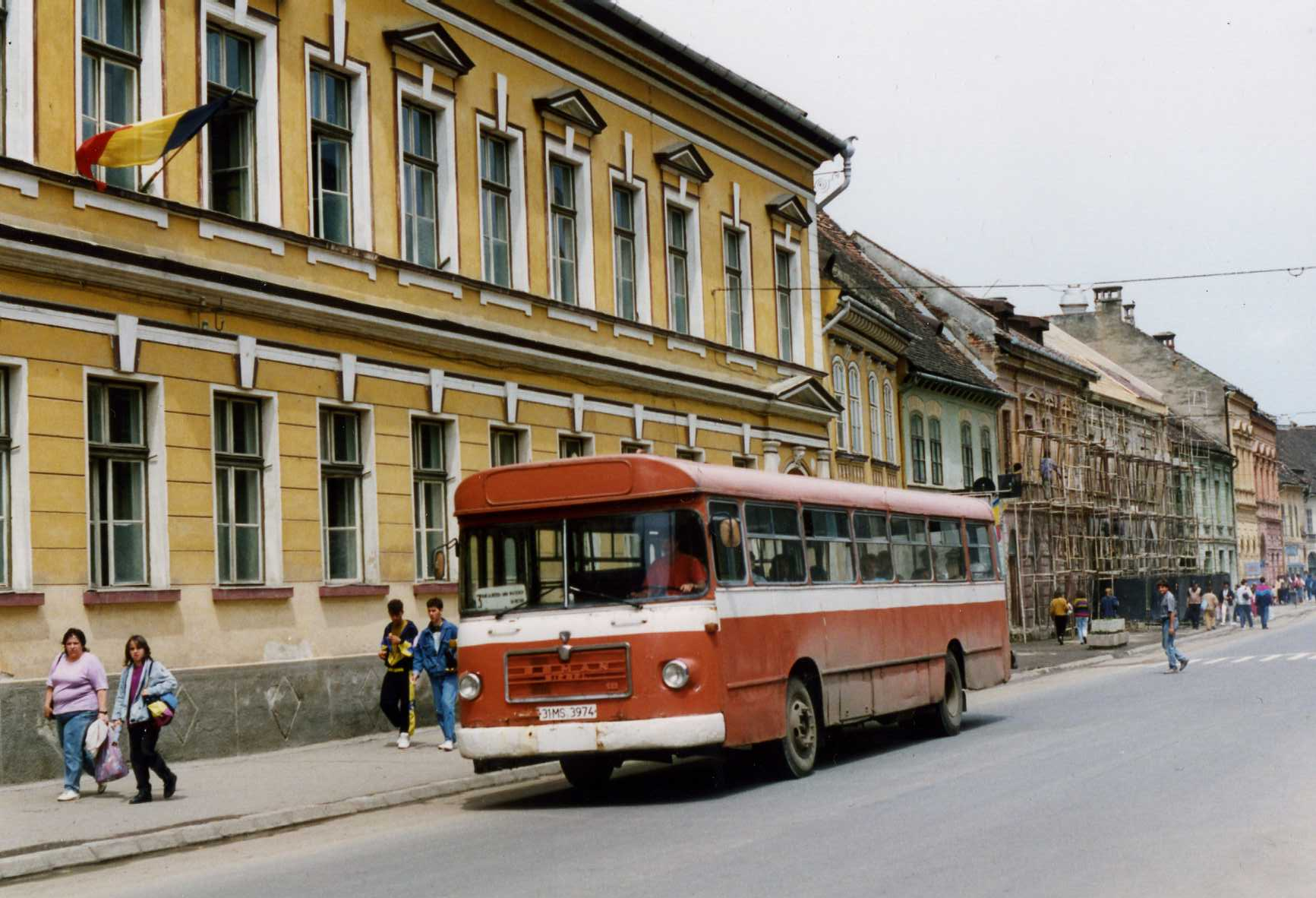
Rumänischer Lizenzbau, aufgenommen 1994 in Sighișoara

Bereits seit 1969 besaß das Unternehmen Roman aus Brașov eine Lizenzvereinbarung für den Bau von Lastkraftwagen nach dem Vorbild verschiedener MAN-Modelle. Einige Jahre später nutzte die Uzina Autobuzul București in Bukarest die Gelegenheit, auch eine Lizenz für den Weiterbau der in Deutschland nicht mehr produzierten Metrobusse zu erhalten. Gebaut wurde ab 1975 eine 11,68 Meter lange dreitürige Variante des Metrobusses mit der Typenbezeichnung Roman 112, ferner wurden auch Reisebusse auf MAN-Basis produziert. Der Roman 112 wurde in der zweiten Hälfte der 1970er Jahre zum rumänischen Standardbus und war in fast allen Stadtverkehren anzutreffen. Die Uzina Autobuzul fertigte unter Verwendung der gleichen Karosserie ab 1976 Oberleitungsbusse des Typs DAC 112 E her, sie waren in allen damaligen rumänischen O-Bus-Betrieben anzutreffen.

### Lizenzbauten in Jugoslawien
Auch in Jugoslawien entstanden ab 1972 Metrobus-Lizenzbauten für den Stadtverkehr. Sie wurden beim Unternehmen Ikarus in Novi Sad – heute Ikarbus, nicht zu verwechseln mit der gleichnamigen ungarischen Firma Ikarus – produziert. Angeboten wurden viertürige Gelenkbusse des Typs IK-5 und dreitürige Solobusse des Typs IK-6. Sie fanden jedoch keine breite Verwendung, zum einen, weil bei Ikarus in Zemun noch weitere ausländische Modelle in Lizenz gebaut wurden und zum anderen, weil es in Jugoslawien noch weitere Bushersteller gab. Busse dieses Typs kamen beispielsweise in der Hauptstadt Belgrad und in den heute zu Kroatien gehörenden Städten Zagreb und Pula zum Einsatz.